# Janet Honour
Janet Honour (Janet Lee Honour, geb. Oldall; * 1. September 1950) ist eine ehemalige britische Hochspringerin, Hürdenläuferin und Fünfkämpferin.
1970 wurde sie für England startend bei den British Commonwealth Games in Edinburgh Sechste im Hochsprung. Vier Jahre später wurde sie bei den British Commonwealth Games 1974 in Christchurch Neunte im Fünfkampf und erreichte über 100 m Hürden das Halbfinale.
Im Fünfkampf wurde sie 1967 sowie 1971 Englische Meisterin und 1973 Schottische Meisterin.

## Persönliche Bestleistungen
- 100 m Hürden: 13,9 s, 1972
- Hochsprung: 1,70 m, 1970
- Fünfkampf: 4410 Punkte, 1970